# Silhar
Em construção, silhar (do inglês ashlar, 'bloco de pedra usado em construções,' derivado do  francês antigo aiseler e este do latim axillaris, por derivação de axilla, diminutivo de axis, no sentido de 'prancha' ) é o nome que se dá à pedra toscamente aparelhada ou lavrada, em forma geométrica, geralmente quadrangular, usada em obras de alvenaria, ou à pedra lavrada e quadrangular, usada para revestimento de paredes,  ou, ainda, à pedra que vai do solo até meio da parede.
Constitui-se num dos elementos decorativos da arquitetura, principalmente no período neoclássico, embora seu uso precípuo tenha-se dado nas edificações medievais, como os castelos e fortes.
| Silhares do castelo de Oreja, Ontígola (à esquerda), e do aqueduto de Segóvia (centro e direita), Espanha. |
| Silhares do castelo de Oreja, Ontígola (à esquerda), e do aqueduto de Segóvia (centro e direita), Espanha. |